# Картер (округ, Кентукки)
Ка́ртер (англ. Carter County) — округ в штате Кентукки, США. Официально образован в 1838 году. По состоянию на 2010 год, численность населения составляла 27 720 человека.

## География
По данным Бюро переписи США, общая площадь округа равняется 1067,470 км2, из которых 1063,455 км2 суша и 1,550 км2 или 0,380 % это водоёмы.

## Население
По данным переписи населения 2000 года в округе проживает 26 889 жителей в составе 10 342 домашних хозяйств и 7 746 семей. Плотность населения составляет 25,00 человек на км2. На территории округа насчитывается 11 534 жилых строений, при плотности застройки около 11,00-ти строений на км2. Расовый состав населения: белые — 99,02 %, афроамериканцы — 0,13 %, коренные американцы (индейцы) — 0,25 %, азиаты — 0,11 %, гавайцы — 0,00 %, представители других рас — 0,08 %, представители двух или более рас — 0,41 %. Испаноязычные составляли 0,59 % населения независимо от расы.
В составе 33,50 % из общего числа домашних хозяйств проживают дети в возрасте до 18 лет, 60,50 % домашних хозяйств представляют собой супружеские пары проживающие вместе, 10,70 % домашних хозяйств представляют собой одиноких женщин без супруга, 25,10 % домашних хозяйств не имеют отношения к семьям, 22,30 % домашних хозяйств состоят из одного человека, 9,80 % домашних хозяйств состоят из престарелых (65 лет и старше), проживающих в одиночестве. Средний размер домашнего хозяйства составляет 2,54 человека, и средний размер семьи 2,95 человека.
Возрастной состав округа: 24,50 % моложе 18 лет, 10,80 % от 18 до 24, 28,40 % от 25 до 44, 23,80 % от 45 до 64 и 23,80 % от 65 и старше. Средний возраст жителя округа 36 лет. На каждые 100 женщин приходится 95,90 мужчин. На каждые 100 женщин старше 18 лет приходится 93,30 мужчин.
Средний доход на домохозяйство в округе составлял 26 427 USD, на семью — 31 278 USD. Среднестатистический заработок мужчины был 28 690 USD против 20 554 USD для женщины. Доход на душу населения составлял 13 442 USD. Около 19,20 % семей и 22,30 % общего населения находились ниже черты бедности, в том числе — 28,90 % молодёжи (тех, кому ещё не исполнилось 18 лет) и 21,30 % тех, кому было уже больше 65 лет.